# Rotundracythere subovalis
Rotundracythere subovalis är en kräftdjursart som beskrevs av N. de B. Hornibrook 1952. Rotundracythere subovalis ingår i släktet Rotundracythere och familjen Cytherideidae. Inga underarter finns listade i Catalogue of Life.